# Synopeas subtilis
Synopeas subtilis är en stekelart som beskrevs av Peter Neerup Buhl 2004. Synopeas subtilis ingår i släktet Synopeas och familjen gallmyggesteklar. Inga underarter finns listade i Catalogue of Life.